# پاوول چروناک
پاوول چِروِناک (انگلیسی: Pavol Červenák؛ زادهٔ ۱ ژوئیهٔ ۱۹۸۷) یک تنیس‌باز اهل اسلواکی است.